# HD11490
HD11490 — хімічно пекулярна зоря спектрального класу A5, що має видиму зоряну величину в смузі V приблизно  9,5.
Вона  розташована на відстані близько 710,6 світлових років від Сонця.